# 明泉幼稚園 (宮城県)
明泉幼稚園（めいせんようちえん）は、学校法人宮城明泉学園が運営する宮城県仙台市の私立幼稚園の旧称。2015年より明泉丸山幼稚園に改称された。
現在は泉区において、明泉丸山幼稚園（丸山キャンパス）と、姉妹園の明泉高森幼稚園（高森キャンパス）の2校が運営されている。

## 概要
聖書の教えに基づく教育を行い、英語教育を特徴としている。園児達は入園時に英語名が割り当てられ、英語学習時に英語名で呼び合う。
幼稚園は年少（旧タドラークラブ・2014年改称、以下同じ）、年中（旧キンダークラス）、年長（旧プレスクール）の3学年からなる。1クラスを日本人幼稚園教諭とネイティブの英語教諭が1人ずつの計2人で担任する。これとは別に、完全な英語教育を行うための「プリミアスクール」を年中・年長において別棟にて開設している。未就学児（カンガルークラブ）の親子クラブも併設。仙台では最大規模の幼稚園でもある。

### 明泉丸山幼稚園と明泉高森幼稚園の違い
教育・指導・保育内容では職員の人事異動などもあるため、まったく違いはないが、通園バスエリアの違いでキャンパスが分けられている。
明泉丸山幼稚園の通園バスエリアは青葉区中山や吉成よりも南部地域や、木町通り・上杉・旭が丘・台原などの仙台市中心部地域、また園周辺の七北田・八乙女・加茂・長命ヶ丘といった仙台市青葉区を中心に、若干泉区南部を中心にカバーする。
一方、明泉高森幼稚園の通園バスエリアは、館、根白石、住吉台、泉パークタウン全域、北高森、泉ヶ丘、将監や明石南などの泉区北部地域を中心に、大和町もみじが丘、大清水・成田・明石台といった富谷市中央～南部地区をカバーする。
両園の違いは、以上のように、単に幼稚園側が便宜上分けただけである。また、通園バスを使わない場合はどちらでもエリア内外を問わず、通園することも可能である。一部その年の園児入園地区のばらつきによっては通園バスの運行エリアが変更される場合もある。

### デイケア
共働き夫婦などのために、幼稚園在園中の家庭を対象とした幼稚園開園前の早朝（＝モーニングケア）と幼稚園降園後（＝アフタヌーンクラス）に、保育園的に子どもを預ける幼保一元化した設備のこと。夏休み等の長期休暇にはほぼ毎日行っている。大きな行事の翌日の休業日等も対応する。教員は原則として専任だが、幼稚園の先生が応援に入ることもある。

### カンガルークラブ
未就学児用の親子クラブ。週に一度親子で通う。

### 教育
日本語教育と英語教育を行っている。日本語教育では漢字を重視した絵本を読む。
英語教育ではGrapeSEED(旧Meysenstandard)という教材を使っている。

## 初等教育以降

### 明泉プリミアスクール（K4～G6)
2006年に開設された明泉プリミアスクールは、「オール英語」で4歳児（K4）・5歳児（K5）の保育を行う「プリミアスクール・キンダーガーデン」と、同じく「オール英語」で英語授業を行う小学生のアフタースクール（小学校下校後に登園し授業を受ける）「プリミアスクール・エレメンタリー」から成る。
試験こそないが、プリミアスクール・キンダーガーデンの入園予備登録をして、かつ毎年5月上旬に行われるその専用の説明会への出席が義務付けられている。また、プリミアスクールは4歳のキンダーガーデン入園から小学校6年生のエレメンタリー卒業まで8年間の一貫教育を受けることが入園の条件となっているため、入園の際にはエレメンタリーでの積極的な授業参加姿勢（最低でも週4回以上）などを求める趣旨を確認される。
2013年4月からは開設当時の「イマージョンコース」という名称から「明泉プリミアスクール」に改称、幼稚園期のイマージョンコース、小学期のイマージョンフレンドクラブを統合した。

### フレンドクラブ
幼稚園の卒園生はフレンドクラブという英語学習のアフタースクールに入会し、週3回通うことができる。フレンドクラブの期間は小学校1年〜6年までの6年間で、希望者は中学１年の夏休みにアメリカ合衆国への研修旅行に参加することができる。

### ハイスクール
フレンドクラブを卒業した中学1～高校2年生までを対象とした授業を行っている。また、英文法を重点的に学習する文法クラスや高校受験、大学受験のための学習を集中して行う受験クラスも併設されている

## 家族会

### マザーズサークル
幼稚園やフレンドクラブに在園中の母親、それらを卒園した母親を中心とした園公認の各種のサークル活動。主に丸山・高森各キャンパス内にあるフレンドセンターにて行われている。

### 明泉フレンドクラブ同窓会
フレンドクラブを卒業した生徒たちの親睦を中心とした組織。

## 所在地
丸山（上谷刈）キャンパス
宮城県仙台市泉区上谷刈4丁目1-1
高森キャンパス
宮城県仙台市泉区高森2丁目1-3

### アクセス
幼稚園所有の大型バスが仙台市泉区・青葉区北部（丸山キャンパスのみ）、富谷市（高森キャンパスのみ）を中心に運行（関係者以外乗車不可能）。両キャンパスで13台ある。